# Karel Škréta
Karel Škréta, né en 1610 à Prague et mort le 30 juillet 1674 à Prague, est un peintre baroque tchèque.

## Biographie
Son nom complet est Karel Škréta ze Šotonovský Závořic.
Karel apprit peut-être la peinture de l'un des maîtres à la cour royale. Il a étudié en Saxe et en Italie où il a trouvé du travail des maîtres néerlandais.
Il a vécu à Prague à partir de 1638, où il a travaillé sur de nombreux retables pour les églises, par exemple Saint-Thomas, Saint-Étienne ou l'église de Notre-Dame de Týn.